# KZ 탄딩안
KZ 탄딩안(KZ Tandingan 케이지 탄딩안[*], KZ 케이지[*], 1992년 3월 11일 ~ )는 필리핀의 가수, 배우이다. 음악 경연 프로그램 《더 엑스 팩터》 필리핀 시즌 1 우승자이다.

## 음반 목록
- KZ Tandingan (2013)
- Soul Supremacy (2017)